# 畑澤聖悟
畑澤 聖悟（はたさわ せいご、1964年8月 - ）は、日本の劇作家、脚本家、演出家、放送作家、俳優、青森県の公立高校教師。劇団・渡辺源四郎商店店主（主宰）。青森県を中心に、国内外を問わず演劇活動を行っている。秋田県生まれ。秋田県立秋田高等学校、秋田大学教育学部卒業。

## 来歴
1964年、秋田県南秋田郡五城目町に生まれる。秋田大学在学中から、秋田市内の多くの劇団に参加。卒業後は教職に就き、秋田市立秋田北中学校に赴任する。1991年から劇団弘前劇場に俳優として参加、青森県に移住。1995年、青森県立高校の教諭となり、青森県立青森中央高校に赴任、演劇部顧問となる。
この頃からテレビドラマやラジオドラマの脚本・演出も担当するようになり、1998年には放送批評懇談会ギャラクシー大賞ラジオ部門最優秀賞、1999年『県立戦隊アオモレンジャーfirst』で日本民間放送連盟賞ラジオ娯楽番組部門最優秀賞、2000年『シュウさんと修ちゃんと風の列車』で文化庁芸術祭大賞を受賞。ギャラクシー、民放連、芸術祭の主要放送コンテストで３冠を達成する。
2005年から3年間の準備期間を経て青森県内で活動を行う劇団・渡辺源四郎商店を旗揚げ。2005年『俺の屍を越えていけ』で日本劇作家大会短編戯曲コンクール・最優秀賞を受賞すると、2009年『親の顔が見たい』で第12回鶴谷南北戯曲賞ノミネート、2013年には『翔べ！原子力ロボむつ』が第57回岸田國士戯曲賞にノミネート、2023年『hana-1970、コザが燃えた日-』が第26回鶴谷南北戯曲賞ノミネート。なお『親の顔が見たい』は2012年、韓国の劇団神市によってソウルでロングラン公演されている。劇団民藝『カミサマの恋』『満天の桜』、劇団昴『猫の恋、昴は天にのぼりつめ』『親の顔が見たい』『イノセント・ピープル』、青年劇場『修学旅行』、文学座『逃げろ！芥川』等、他劇団へ脚本を書き下ろすことも多数ある。
高校演劇部顧問としては夏の全国大会出場12回、うち最優秀賞を3回、優秀賞を9回受賞している。また、春の全国大会にも5回出場している。高校演劇の指導者としては史上最高クラスの成績である。2005年度全国大会最優秀賞作品の『修学旅行』は、高校演劇を題材とした映画『幕が上がる』の劇中劇として採用されるなど、高校演劇における定番の作品となっている。2011年に東日本大震災を経験したあとは、青森中央高校で『もしイタ～もし高校野球の女子マネージャーが青森の『イタコ』を呼んだら』など、震災を題材とした作品を作るようになり、舞台装置や音響効果などを極力使わない作品づくりへとシフトしている。

## 主な作品

### 演劇

#### 渡辺源四郎商店
青森市に所在する劇団。2度移転しており一度目は青柳に、二度目は新町一丁目に移転している。
- 『俺の屍を越えていけ』(2005年)…日本劇作家大会短編戯曲コンクール・最優秀賞
- 『夜の行進』(2006年)

#### 高校演劇(青森中央高校)
作品の右の記号は、「夏」が夏の全国大会出場、「春」が春の全国大会出場を示す。すべての作品の脚本を担当している。☆…最優秀賞、◎…優秀賞、○…優良賞。なお春大会上演校には賞は与えられない。
- 『生徒総会』(1999年)…夏◎
- 『修学旅行』(2005年)…夏☆
- 『生徒総会06』(2006年)…夏○
- 『最終試験の9人』(2007年)…春
- 『河童』(2008年)…夏☆
- 『ともことサマーキャンプ』(2009年)…夏◎
- 『あゆみ』（2010年）…夏◎※弘前中央高校
- 『もしイタ ～もし高校野球の女子マネージャーが青森の『イタコ』を呼んだら』(2012年)…夏☆
- 『はしれ！走れメロス』(2013年)…春
- 『翔べ！原子力ロボむつ』(2014年)…夏◎
- 『アメイジング・グレイス』(2016年)…夏◎
- 『ジンコちゃんの世界』(2017年)…春
- 『修学旅行～鬼ヶ島編』(2018年)…春
- 『藍より青い海』(2019年)…春
- 『俺とマコトと終わらない昼休み』(2020年)…夏
- 『俺とマリコと終わらない昼休み』(2022年)…夏◎
- 『駈込み訴え』(2024年)…夏◎
- 『あの子と空を見上げる』(2025年)…夏◎

### ラジオドラマ
- 『卍の城物語』（1995年 - 2016年）
- 『県立戦隊アオモレンジャー』（1997年 - 1999年）
- 『OVER THE RAINBOW』（1997年）
- 『まんずまんず物語〜為信のクリスマス』（1997年）
- 『唄に夜明けたカモメの港』（1998年）
- 『紅お玉の冒険〜母を訪ねて青森県』（1998 - 1999年）
- 『シュウさんと修ちゃんと風の列車』（1999年）
- 『廃藩置県再三事件簿』（1999年）
- 『汽笛が聖なる夜に降る』（1999年）
- 『2001年の三段ドロップ』（2000年）
- 『もうひとつの虫送り』（2000年）
- 『カスミカクモカ』（2001年）
- 『ひとつ積んでは我のため』（2001年）
- 『縄文のいかさま師』（2002年）
- 『2050年のクリスマス』（2002年）
- 『五月の空に子守歌』（2003年）
- 『聖なる夜の5人』（2003年）

### テレビドラマ
- 『進め!青函連絡船』（2016年、NHK BSプレミアム）

## 著作

### 戯曲
- 『修学旅行』（二十一世紀戯曲文庫、日本劇作家協会、2006）
- 『親の顔が見たい』（晩成書房、2009）後、韓国にて映画化（니 부모 얼굴이 보고 싶다）
- 『 hana-1970、コザが燃えた日- 』（2022年1月、 東京芸術劇場プレイハウスにて上演。演出：栗山民也、主演：松山ケンイチ）[8]